# چارلز فان دن بروک
چارلز فان دن بروک (انگلیسی: Charles Van den Broeck; تاریخ ورودی نامعتبر است – ۱ ژانویهٔ ۲۰۰۰) ورزشکار اهل بلژیک بود.